# Kwas chryzantemowy
Kwas chryzantemowy – organiczny związek chemiczny z grupy nienasyconych kwasów karboksylowych, zawierający pierścień trójczłonowy cyklopropanu.